# Джайлз Лемб
Джайлз Лемб (англ. Giles Lamb; нар.?) — британський музичний композитор і дизайнер звуків. Лемб написав тему трейлера до відеогри Dead Island 2011 року, а також додаткову музику і звуковий дизайн для фільмів «Вальгала: Сага про вікінга», «Blinded» (2004), «Притулок» (2005) та «Дика країна» (2006).

## Нагороди
Музична тема Лемба до релізного трейлера відеогри Dead Island отримала золоту нагороду на фестивалі «Канські леви» у 2011 році.